# Valérian Sauveplane
Pour les articles homonymes, voir Sauveplane.
Valérian Sauveplane, né le 25 juillet 1980 à Montpellier (Hérault), est un tireur français. Il est spécialisé dans le tir à la carabine à 10 m, 50 m à 3 positions et 50 m couché.
Il égale le record du monde en 50 m couché le 11 mai 2005 à la Coupe du monde de tir à Fort Benning (États-Unis).
Sixième au tir à la carabine à 50 m couché et septième à 50 m à 3 positions lors des Jeux olympiques de 2008, le tireur français remporte en 2010 la médaille d'argent en 50 m couché lors des Championnats du monde de tir.
Le 21 juin 2015, il remporte la médaille d'or des jeux européens en tir à la carabine 50m trois positions.